# Saint-Laurent-les-Bains-Laval-d'Aurelle
Saint-Laurent-les-Bains-Laval-d'Aurelle é uma comuna francesa na região administrativa de Auvérnia-Ródano-Alpes, no departamento de Ardèche. Estende-se por uma área de 35.48 km². Em 2010 a comuna tinha 176 habitantes (densidade: 5 hab./km²).
Foi criada em 1 de janeiro de 2019, a partir da fusão das antigas comunas de Saint-Laurent-les-Bains e Laval-d'Aurelle.